# Rodolphe Hottinguer (1902-1985)
Rodolphe Hottinguer (1902-1985) fue el quinto barón Hottinguer.

## Biografía

### Primeras etapas y educación
Nacido el 16 de octubre de 1902, fue el hijo mayor del barón Henri Hottinguer (1868-1943) y Marian Munroe. Obtuvo un diploma de la École supérieure des sciences économiques et commerciales en París, y luego entró en la Escuela de Artillería de Fontainebleau en 1922. Salió en 1923 como teniente. En 1925, se embarcó en un viaje cruzando el Atlántico; visitó Río de Janeiro, Buenos Aires, Valparaíso, Santiago, La Paz y, a continuación, La Habana y Nueva York.

## Carrera
Rodolphe se convierte en socio con Hottinger & Cie el 1 de abril de 1926, y tres años más tarde se convirtió en administrador de la Compañía de Seguros Generales. Más tarde fue nombrado presidente y ocupó esa posición hasta la nacionalización de la empresa en 1947. Ha sido una larga tradición de la familia Hottinguer a desempeñar un papel activo en la consideración de los grandes asuntos nacionales e internacionales de la economía y las finanzas. El Barón Rodolphe Hottinguer continuó su tradición, ocupando además de su papel en el banco, puestos importantes incluyendo Vicepresidente de la Cámara de Comercio de París, Presidente de la Cámara de Comercio Internacional, Presidente de la Federación Bancaria Europea y, entre 1943 y 1979, Presidente de la Asociación de Bancos Francés. Hottinger & Cie tomó parte en la creación de la Compañía de Seguros de Drouot, una de origen del grupo AXA. Es en este momento que se hizo Presidente de la Cámara de Comercio Internacional 1971-1973.

## Matrimonio y niños
Rodolphe y su esposa Odette Basset tuvieron cuatro hijos. Henri (1934-2015), Caroline (1936-2008), Pablo (1942), Veronique (1943). Su hijo Henri fue el sexto barón Hottinguer. Se casó con Josiane Van Laer, y tenía dos hijos Rodolphe (1956) el séptimo barón Hottinguer y Frédéric.
Caroline, primero se casó con el conde Christian de Pourtales con quien tuvo 3 hijos: Laure, Max & Paul. Se divorció y se casó con el marqués du Vivier.
Pablo, primero se casó con Christine Robinet de Plas con quien tuvo 2 hijos: Laetitia (1966) y Philippe (1969). Desde un tercer matrimonio, él también tiene una hija: Mélanie.
Véronique se casó con Richard Bowdler-Raynar. Tienen dos hijos: Guillermo (1965) y Jonathan (1970).
Su hijo Henri (16 de noviembre de 1934 - 2015) fue el 6.º barón Hottinguer. 
La continuidad de la denominación está garantizada ya que Henri, después de haberse casado con Josyane Van Laer, procreó a Rodolphe (1956) y a Fredric (1961).